# اجمل میان
اجمل میان (انگلیسی: Ajmal Mian; ۴ ژوئیهٔ ۱۹۳۴ – ۱۶ اکتبر ۲۰۱۷)) قاضی اهل پاکستان بود. وی از سال ۱۹۹۷ تا ۱۹۹۹ قاضی ارشد پاکستان بوده‌است. 